# 英雄敘事詩
英雄敘事詩，又稱為「英雄詞曲」，利用拍子棒在爐邊敲擊節奏唱道少年英雄的冒險故事。居住在日高以西的愛努人稱之為「Yukar」，北海道東部稱則之為「Sakorpe」，而樺太愛努人稱其為「Hawki」。

## 特徵
愛努族自古以來沒有文字，現今的紀錄多為拉丁字母及片假名書寫。由於愛努族為採集游獵民族，認為萬物皆有神，因此「與神共存」對他們而言相當重要，為了感謝善神、威嚇惡神，於是創造出大量的口傳文學。
愛努的口述文學相當發達，根據故事內容、音樂性的有無與主角的不同，可以分成以下三類：
- 英雄敘事詩
- 神謠
- 散文說話

而英雄敘事詩多以具神力的少年英雄為主角，內容則為他們的冒險故事，具有以下特點：
- 以第一人稱出發的敘事觀點
- 屬於韻文，配合固定旋律演唱
- 由演唱者拿著棒子敲打爐緣，將力氣集中於喉嚨的特殊音調發聲
- 在過去，只有男生在演唱時能夠加入旋律
- 故事相當長，演唱者必須花上三天，甚至一週的時間，才能說完故事[1]

以《「Sakorpe」の研究》的〈狐妖〉節錄為例：
|  | 我們住在某個地方/哥哥自己在家中釀了酒/我看到他如何釀造出酒/雖然產出的酒很少/但我們向家中的神獻上此等神酒/在我們家中/坐在首席的神為年邁的女神/舉起神酒感謝祂/接著我和哥哥一同將酒飲盡/同時/我們談天說地/誰要說話/誰就得喝酒/到最後早已分不清誰必須得喝酒/我座位一旁的金色酒桶的底部/出現了嫂嫂的容貌/嫂嫂的臉上散發光芒/就像月光一般 |

英雄敘事詩在不同地區會有不同的名字，此詩屬於Sakorpe（サコロペ），分布在石狩、十勝、釧路及北見等北海道東北部一帶。節錄為〈狐妖〉的第一段，描述勇者Otastonkuru(オタストンクル)歸來，發現嫂嫂的行跡詭異，懷疑是狐妖假扮而成，藉由將哥哥灌醉以蒙蔽了哥哥的雙眼；二、三段則在敘述狐妖偷走黃金珠寶後，他們如何追討，以及最後狐妖因疲憊不堪而被逮。

## 演奏方式
搭配旋律演唱，如同韻文體有音節規律。

## 作家
- 金田一京助
- 萱野茂
- 知里幸惠
- 違星北斗
- 竹森森市
- 鳩澤佐美夫
- 山邊安之助

## 相關詞條
- 阿伊努族
- 阿伊努語
- 阿伊努料理